# 中国驻卡尔加里总领事馆
中华人民共和国驻卡尔加里总领事馆（英語：Consulate-General of the People's Republic of China in Calgary），简称中国驻卡尔加里总领事馆，是中华人民共和国派驻加拿大阿尔伯塔省卡尔加里的最高级别外交机构。领区包括阿尔伯塔省、萨斯喀彻温省和西北地区。

## 机构设置
中国驻卡尔加里总领事馆设置下列机构：
- 政治新闻处
- 领事侨务处
- 经商科技处
- 办公室